# Cymothoe magnus
Cymothoe magnus är en fjärilsart som beskrevs av James John Joicey och Talbot 1928. Cymothoe magnus ingår i släktet Cymothoe och familjen praktfjärilar. Inga underarter finns listade i Catalogue of Life.